# Осино-Гай
Осино-Гай — село в Гавриловском районе Тамбовской области, административный центр муниципального образования Осино-Гайский сельсовет. В селе находится Знаменская церковь 1875 года постройки.

## География
Село расположено в северо-восточной части Тамбовской области, на реке Камша.

## История
В документах ревизской сказки 1719 года в Залесном стане Шацкого уезда село Осино-Гай упоминается как «сельцо Осиновые Гаи, Богословское тож». Оно было заселено однодворцами и мелкими помещиками.
В документах второй ревизии 1745 года село названо «Богословским, Осино-Гай тож». В то время в нём насчитывалось 437 мужских душ, среди них однодворцев было 312, дворовых и крепостных крестьян — 125.

## Население
| 2002 | 2010 |
| ---- | ---- |
| 680  | ↘619 |

## Известные уроженцы
- Космодемьянская, Зоя Анатольевна (1923—1941) — партизанка в первый год Великой Отечественной войны, Герой Советского Союза.
- Александр Анатольевич Космодемьянский (1925—1945) — Герой Советского Союза.Гвардии старший лейтенант. Член ВКП(б) с 1945 года. Младший брат Зои Космодемьянской.
- Перекальский, Степан Николаевич (1898—1943) — командир 322-й стрелковой дивизии (Воронежский фронт), полковник, Герой Советского Союза.